# Papuengraulis
Papuengraulis is een monotypisch geslacht van straalvinnige vissen uit de familie van de ansjovissen (Engraulidae) en de orde van haringachtigen (Clupeiformes).

## Soort
- Papuengraulis micropinna Munro, 1964